# Titularbistum Vulturaria
Vulturaria (ital.: Vulturara) ist ein Titularbistum der römisch-katholischen Kirche. Es geht zurück auf einen Bischofssitz in der Stadt Volturara Appula, die sich in der italienischen Region Apulien befindet. Das Bistum bestand vom 11. Jahrhundert bis 1818 und gehörte der Kirchenprovinz Benevento an. 
| Titularbischöfe von Vulturaria |                                                                |                                                                     |                   |                   |
| Nr.                            | Name                                                           | Amt                                                                 | von               | bis               |
| 1                              | Juan María Navarrete y Guerrero Titularerzbischof pro hac vice | emeritierter Erzbischof von Hermosillo (Mexiko)                     | 13. August 1968   | 21. Februar 1982  |
| 2                              | Bonaventura Kloppenburg OFM                                    | Weihbischof in São Salvador da Bahia (Brasilien)                    | 22. Mai 1982      | 8. August 1986    |
| 3                              | Claude Jean Pierre Dagens                                      | Weihbischof in Poitiers Koadjutorbischof von Angoulême (Frankreich) | 3. Juli 1987      | 22. Dezember 1993 |
| 4                              | Rolando Joven Tria Tirona OCD                                  | Weihbischof in Manila (Philippinen)                                 | 15. November 1994 | 14. Dezember 1996 |
| 5                              | Jonas Boruta SJ                                                | Weihbischof in Vilnius (Litauen)                                    | 28. Mai 1997      | 5. Januar 2002    |
| 6                              | Thomas John Joseph Paprocki                                    | Weihbischof in Chicago (USA)                                        | 24. Januar 2003   | 20. April 2010    |
| 7                              | Waldo Rubén Barrionuevo Ramírez CSsR                           | Weihbischof im Apostolischen Vikariat Reyes (Bolivien)              | 15. Februar 2014  | 1. Juni 2019      |
| 8                              | Javier Herrera Corona Titularerzbischof pro hac vice           | Apostolischer Nuntius                                               | 5. Februar 2022   |                   |